# Lineus coccinus
Lineus coccinus är en djurart som tillhör fylumet slemmaskar, och som beskrevs av Heinrich Bürger 1892. Lineus coccinus ingår i släktet Lineus och familjen Lineidae. Inga underarter finns listade i Catalogue of Life.